# مايك مولو
مايك مولو (بالإنجليزية: Mike Mollo)‏ مواليد 11 فبراير 1980، هو ملاكم محترف أمريكي يصنف ضمن فئة الوزن الثقيل بدأ مسيرته الاحترافية سنة 2000 حيث انتصر في نزاله الأول.

## المسيرة الاحترافية
من نزالاته:
- خسر أمام جميل مكلين (2008).
- خسر أمام أندرو جولوتا (2008).
- انتصر على كيفن ماكبرايد بالضربة الفنية القاضية (2006).

## إحصائيات
خاض خلال مسيرته 29 نزالا، فاز في 21 وتعادل في 1 وخسر في 7. فاز بالضربة القاضية في 13 نزالا.

## روابط خارجية
- مايك مولو على موقع بوكس ريك (الإنجليزية) (registration required)